# Вилок (пункт контролю)
48°6′53″ пн. ш. 22°49′55″ сх. д. / 48.11472° пн. ш. 22.83194° сх. д.
Вило́к — пункт пропуску через державний кордон України на кордоні з Угорщиною.
Розташований у Закарпатській області, Виноградівський район, поблизу однойменного селища міського типу на автошляху E58, із яким збігається Р55. З угорського боку знаходиться пункт пропуску «Тісабеч», медьє Саболч-Сатмар-Береґ, автошлях 491 у напрямку Ньїредьгаза.
Вид пункту пропуску — автомобільний. Статус пункту пропуску — міжнародний.
Характер перевезень — пасажирський.
Окрім радіологічного, митного та прикордонного контролю, пункт пропуску «Вилок» може здійснювати лише фітосанітарний та ветеринарний.
Митний пост «Вилок» пункт пропуску «Вилок-Тісабеч» входить до складу Закарпатської митниці ДФС. Код пункту пропуску — UA305300 (11).